# Glenn Hugh House

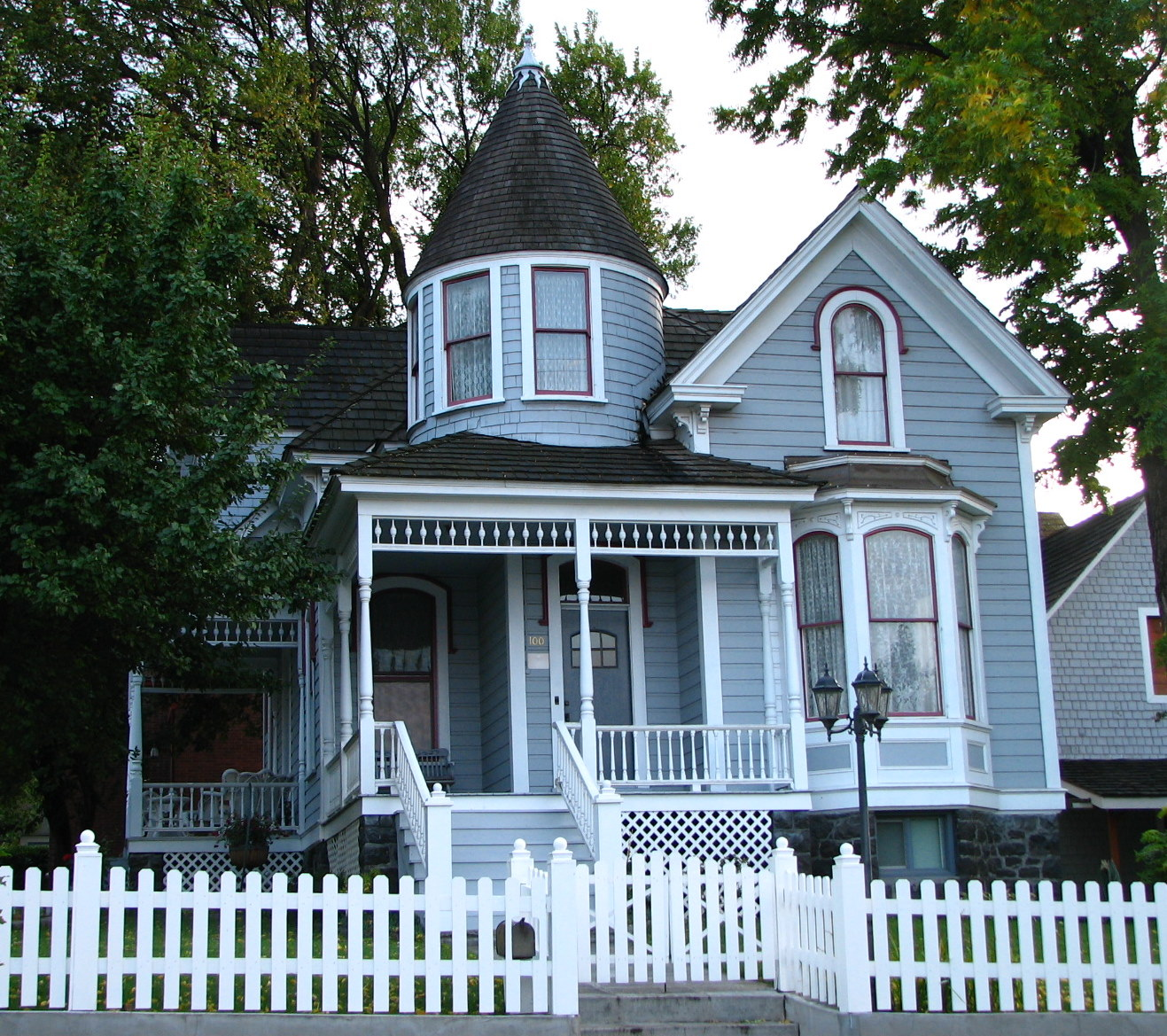
Frontansicht des Glenn Hugh House

Das Glenn Hugh House ist ein historisches Haus in der West Ninth Street auf Nummer 100 in The Dalles im Wasco County im US-Bundesstaat Oregon. Das Haus wurde 1882 erbaut und vom Architekten Glenn Hugh entworfen. Dieser lebte dort bis zu seinem Tod 1927. Der Baustil ist im Queen Anne Style gehalten und das Anwesen befindet sich in Privatbesitz.
Das Glenn Hugh House wurde am 20. Februar 1991 vom National Register of Historic Places in die Register aufgenommen.